# Eugen Moritz von Savoyen-Carignan

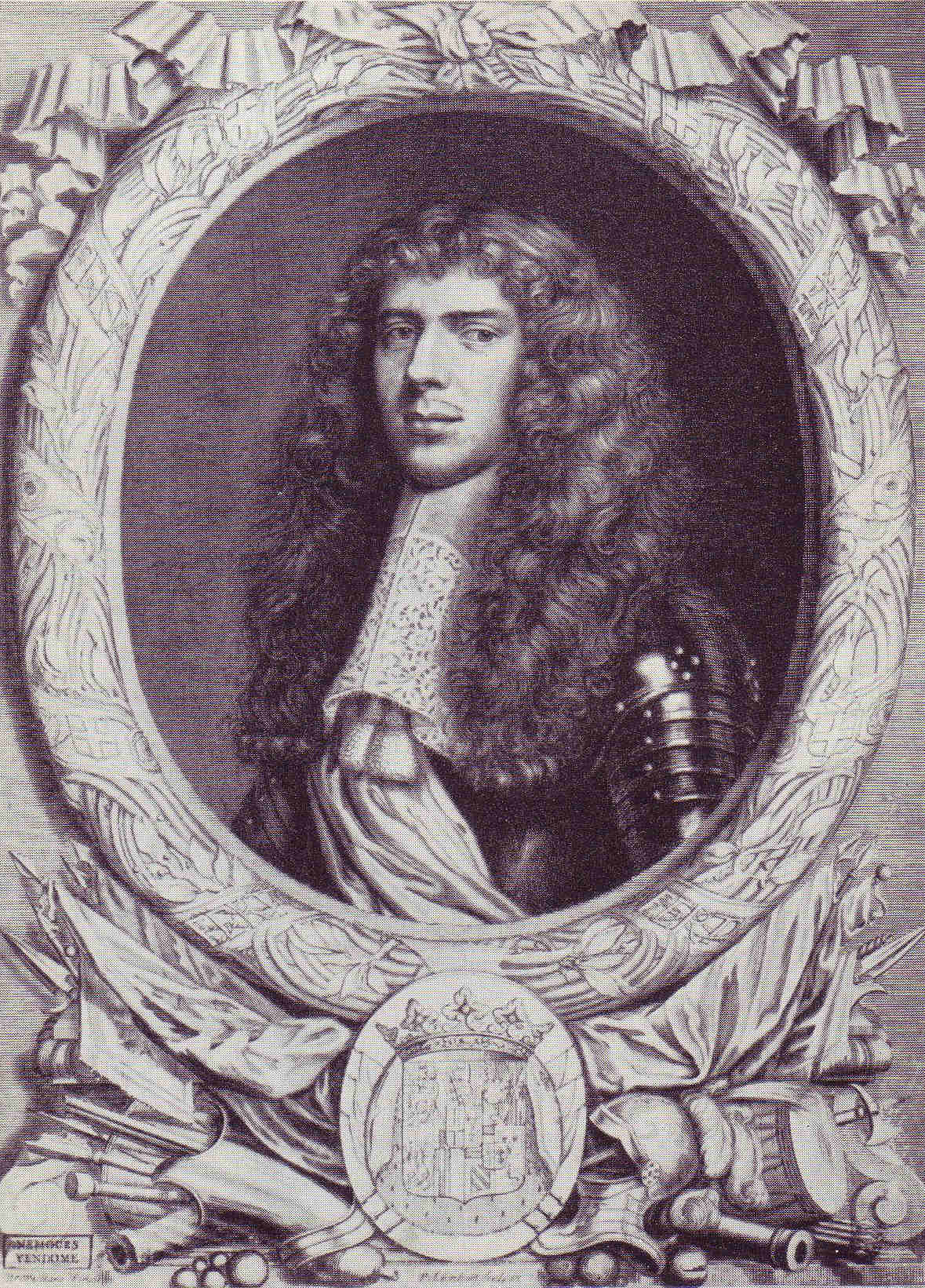
Eugen Moritz von Savoyen-Carignan, zeitgenössischer Stich

Eugen Moritz von Savoyen-Carignan, Graf von Soissons und Dreux (französisch Eugène-Maurice de Savoie-Carignan, italienisch Eugenio Maurizio di Savoia-Carignano; * 2. Mai 1633 in Chambéry; † 6. Juni 1673 in Unna in Westfalen) war ein savoyischer Offizier des französischen Heeres, der sich als hoher Beamter und Heerführer unter Ludwig XIV. große Verdienste erwarb. Er war der Vater des berühmten Feldherrn Prinz Eugen.

## Leben

### Herkunft und Familie
Über die Kindheit und Jugend von Eugène-Maurice ist nicht viel bekannt. Er wurde am 2. Mai 1633 in Chambéry als dritter Sohn von Tommaso Francesco (1595–1656), prince de Carignan, und Marie de Bourbon-Condé (1606–1692), princesse von Carignan und Gräfin von Soissons, geboren. Damit gehörte er zum seit etwa 1620 in Frankreich ansässigen Haus Savoyen-Carignan, einer Nebenlinie des Hauses Savoyen. Väterlicherseits entstammte er somit dem savoyischen Herzogsgeschlecht und war der Enkel von Carlo Emanuele I. (1562–1630) und Urenkel des spanischen Königs Philipp II., während er über seine Mutter mit dem zur Bourbonfamilie zählenden Haus Condé verbunden war.

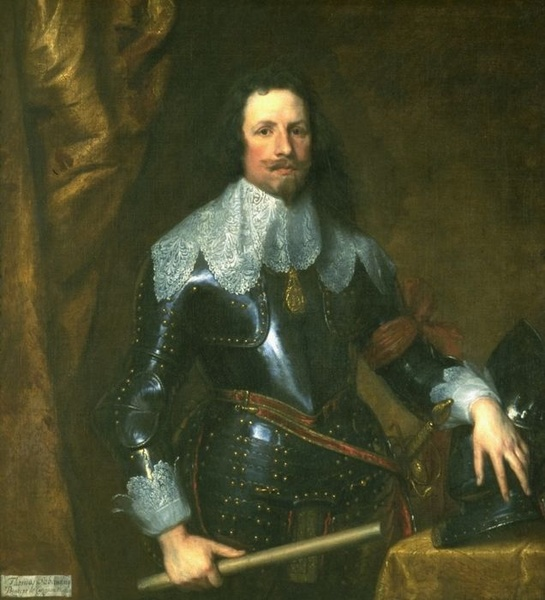
Tommaso Francesco, Fürst von Carignan, Porträt von van Dyck, ca. 1634

Eugène-Maurice hatte eine Schwester und zwei ältere Brüder. Die Schwester Luise Christine (1627–1689) heiratete 1653 den Erbprinzen Ferdinand Maximilian von Baden (1625–1669), mit dem zusammen sie den als „Türkenlouis“ bekannt gewordenen, zukünftigen Markgrafen Ludwig Wilhelm von Baden (1655–1707) zeugte. Da sie sich allerdings weigerte, ihrem Mann nach Baden zu folgen, nahm dieser seinen Sohn mit sich fort und ließ seine Gemahlin in Paris bei ihrer Mutter zurück.
Der Erstgeborene, Emanuel Philibert (1628–1709), erhielt nach dem Tod des Vaters den Titel eines Fürsten von Carignan und führte als dessen Haupt den Familienzweig Savoyen-Carignan fort. Seine Nachkommen wurden 1831, nach dem Aussterben der Hauptlinie des Hauses Savoyen, zunächst Herzöge von Savoyen und Könige von Sardinien-Piemont und schließlich 1861 Könige von Italien.
Eugène-Maurice verbrachte seine Kindheit weitgehend getrennt von seinem Vater, der im April 1634 Savoyen verlassen hatte, um Befehlshaber in der spanischen Armee von Flandern zu werden. Zusammen mit seiner Mutter wuchs Eugène-Maurice bis 1636 in Mailand und anschließend für acht Jahre in Spanien auf. Ab 1644 lebte er gemeinsam mit seinen wiedervereinten Eltern im Hôtel de Soissons in Paris. Als dritter Sohn wurde er auf eine Laufbahn im geistlichen Stand vorbereitet. Dazu hatte er 1642 mehrere kirchliche Ämter von seinem Onkel Moritz von Savoyen übernommen, der zuvor auf seinen Kardinalshut verzichtet hatte und in den weltlichen Stand zurückgekehrt war. Eine Kardinalserhebung des jungen Eugène-Maurice an Moritz’ Stelle scheiterte an politischem Widerstand aus Frankreich und Spanien. Seine kirchliche Laufbahn gab Eugène-Maurice nach dem Tod seines zweitältesten Bruders Josef Emanuel (1631–1656) auf. Statt diesem übernahm nun er die von seiner Mutter stammenden Würden und Besitzungen eines Grafen von Soissons.

### Militärische Laufbahn

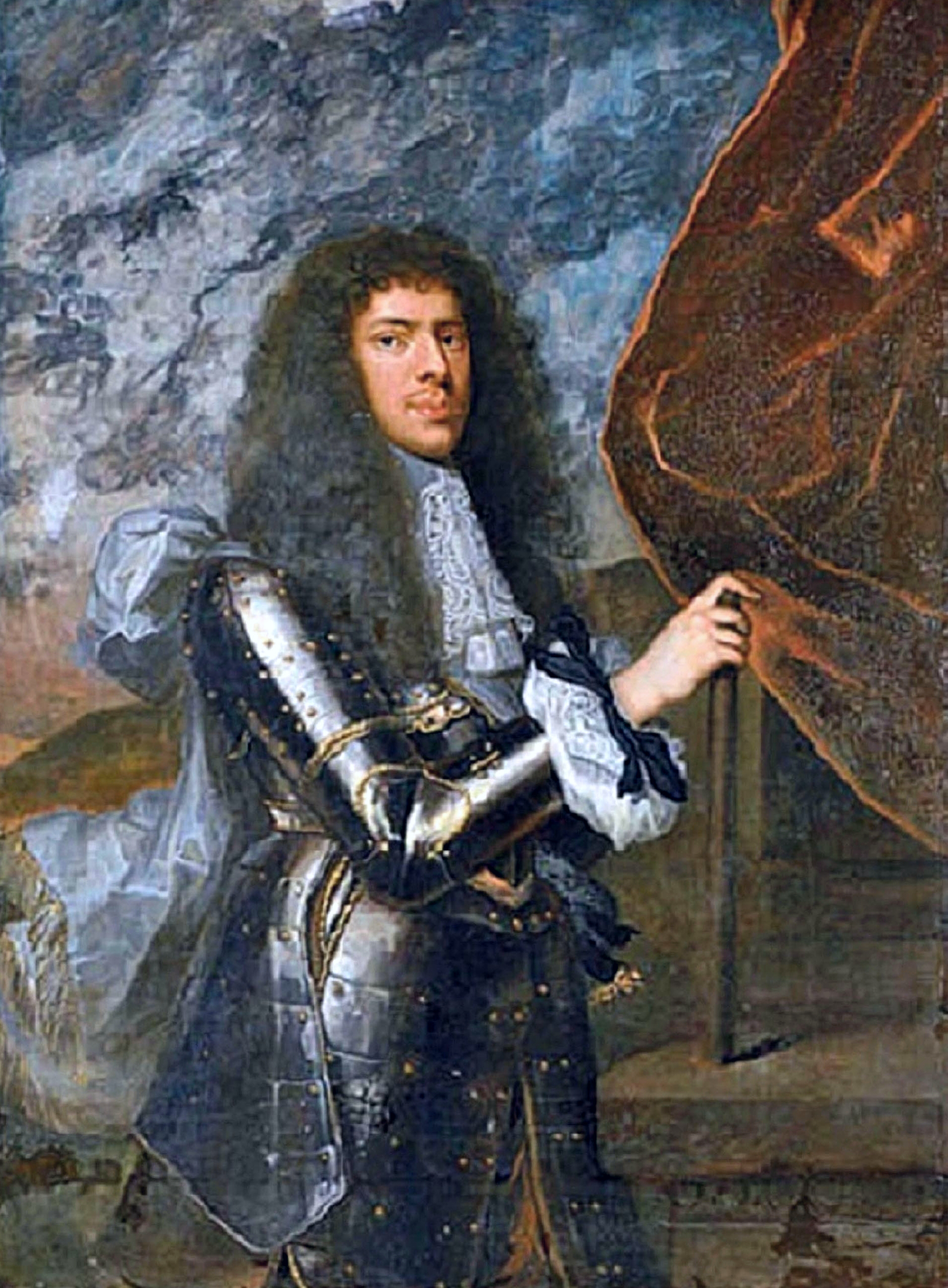
Eugen Moritz, Graf von Soissons, Porträt von Pierre Mignard, um 1700

Aufgrund seiner hohen Geburt und seiner angesehenen Stellung als Prinz von Geblüt stand Eugène-Maurice am französischen Königshof nun auch die Möglichkeit zu einem raschen Aufstieg im französischen Heer offen. Tatsächlich schien ihm die militärische Laufbahn auch zu liegen, denn:

„Er scheint eine verhältnismäßig einfache, unkomplizierte Natur gewesen zu sein, geistig nicht eben bedeutend, ein eifriger Jäger, vor allem aber ein auf Kampf und Ruhm bedachter Soldat.“

Gerade am Anfang wurde seine Karriere zudem durch die Unterstützung des ersten Ministers Kardinal Mazarin begünstigt, dessen Nichte er 1657 ehelichte, weswegen er rasch zu hohen Kommandostellen gelangte.
Schon während des Französisch-Spanischen Krieges (1635–1659), welcher auch noch nach dem Westfälischen Frieden fortdauerte, hatte Eugène-Maurice Gelegenheit, sich auf dem nördlichen Kriegsschauplatz zu beweisen. Dort tat er sich dann auch im Juli 1657 bei der Abwehr eines Ausfalles aus dem belagerten Montmédy und in der Schlacht in den Dünen am 14. Juni 1658 hervor, in der er sich auch eine Verwundung zuzog. Zunächst hatte er dabei den Posten eines Colonel général der Schweizer und Graubündner Soldtruppen Frankreichs inne, wurde dann aber nach Beendigung des Krieges durch den Pyrenäenfrieden 1659 zum Anne-Lieutenant-général und Gouverneur des Bourbonnais ernannt.

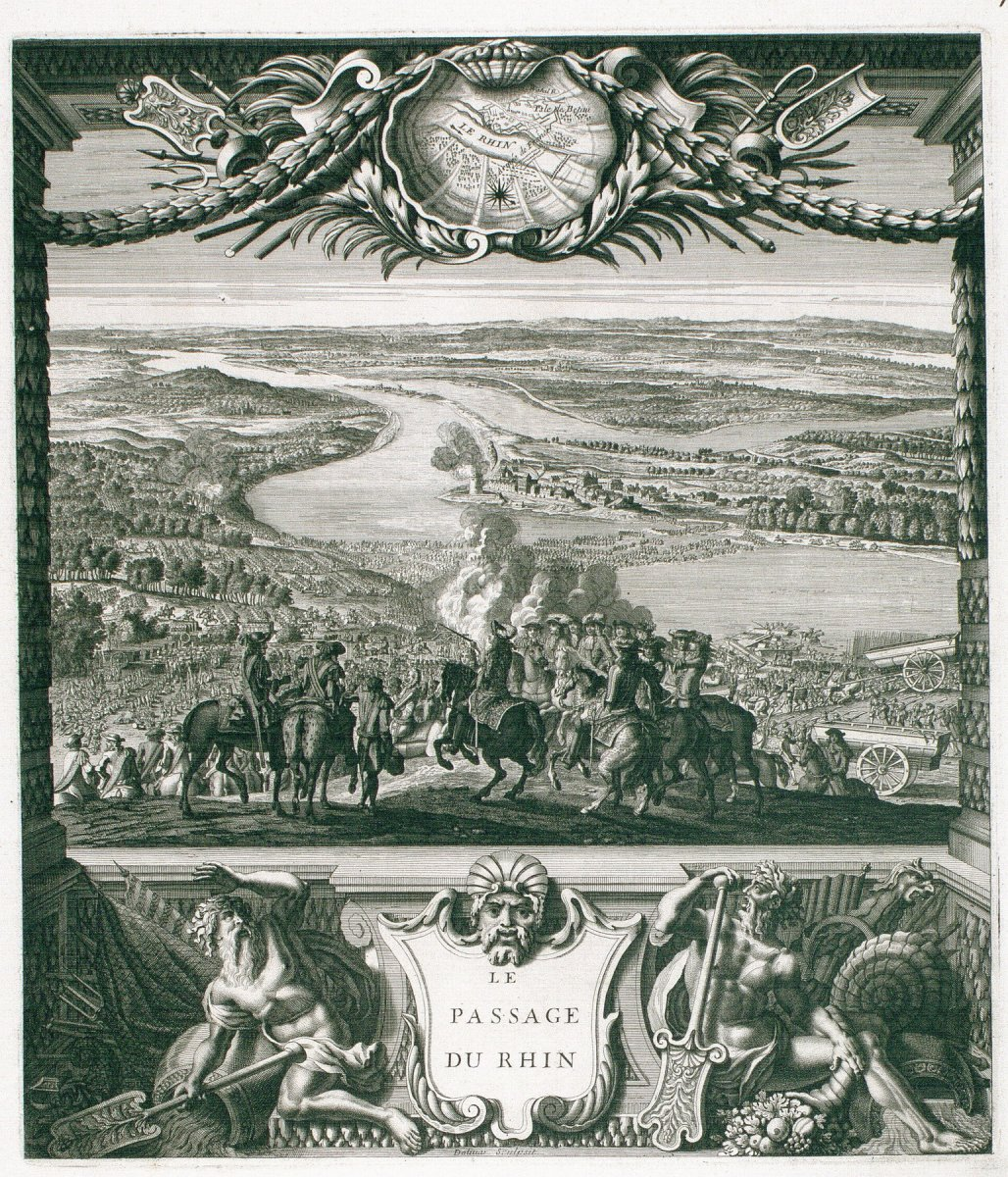
Le passage du Rhin, zeitgenössischer Stich

Die hohe Stellung, die der junge Graf von Soissons in dieser Zeit einnahm, zeigt sich deutlich während der Hochzeit von Ludwig XIV. mit der spanischen Infantin Maria Teresa am 9. Juni 1660 in Saint-Jean-de-Luz, als er dort an prominenter Stelle neben den Herzögen und Marschällen von Frankreich auftrat. Noch im Herbst desselben Jahres fungierte er als Brautwerber für Ludwigs jüngeren Bruder Philippe I., Herzog von Orléans, am Hof des englischen Königs und erhielt nach seiner Rückkehr die Erhebung zum Gouverneur der Champagne. Im Jahre 1665 war er zudem außerordentlicher Botschafter bei der Krönung des spanischen Königs Karl II.
Während des kurzen Devolutionskrieges gegen Spanien 1667/68, bei dem nur kurze Belagerungen und keine Schlachten stattfanden, erhielt Eugène-Maurice keine Gelegenheit, sich weiterhin auszuzeichnen. Die Möglichkeit dazu bot sich erst im Holländischen Krieg (1672–1678), wo er zunächst im Mai 1672 Verwendung im Lager von Maréchal de Turenne bei Charleroi fand. Turenne, unter dem er zuvor schon während des Französisch-Spanischen Krieges gedient hatte, hielt ihn für einen der fähigsten Offiziere der französischen Armee. Bereits einen Monat später, im Juni, befand er sich dann als einer der höchsten Kommandanten bei der Hauptarmee, welche vom Land des verbündeten Kurköln aus operierte, und tat sich bei dem erfolgreichen Rheinübergang bei Schenkenschanz hervor. Am 19. Juni findet sich auch ein lobender Bericht des damaligen savoyischen Gesandten in Frankreich, des Marquis de Saint-Maurice, über Eugène-Maurice, wonach:
« Le Roi ne confère quasi avec aucun des lieutenants-généraux qu’avec M. le Comte de Soissons. […] Il a si grande estime pour ledit Comte, comme aussi toute l’armée, que si la guerre continuait, il le mettrait bientôt à la tête d’une armée. » (Saint-Maurice, deutsch: „Der König berät sich mit beinahe keinem der Generalleutnante wie mit dem Herrn Grafen von Soissons. […] Er hat so große Achtung für besagten Grafen, wie auch die ganze Armee, dass, wenn der Krieg andauert, er bald an die Spitze einer Armee berufen wird.“)

### Ehe und Nachkommen

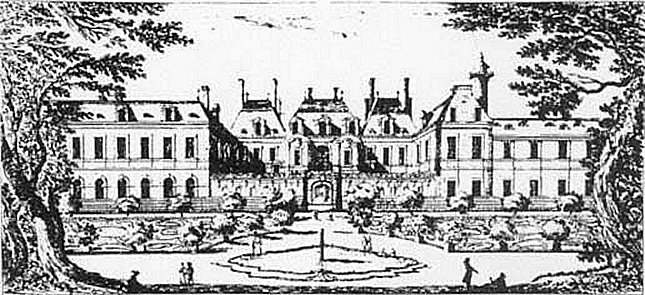
Hôtel de Soissons in Paris, Stich von Israël Silvestre, 1650

Am 22. Februar 1657 heiratete Eugène-Maurice im Louvre, nach langen und schwierigen Verhandlungen zwischen seiner Mutter und Kardinal Mazarin, schließlich dessen Nichte Olympia Mancini (Haus Mazarin-Mancini). Als Graf und Gräfin von Soissons residierten sie zusammen mit der Mutter Marie de Bourbon-Condé und der Schwester Luise Christine von Savoyen-Carignan im Hôtel de Soissons in Paris, wo auch ihre fünf Söhne und drei Töchter das Licht der Welt erblickten:
- Louis-Thomas (1657–1702), Graf von Soissons
- Philippe (1659–1693), Abt
- Louis-Jules (1660–1683), Chevalier de Savoie
- Emanuel-Philibert (1662–1676), Graf von Dreux
- Eugen Franz (1663–1736) („Prinz Eugen“), österreichischer Heerführer
- Marie-Jeanne (1665–1705), Mademoiselle de Soissons
- Louise-Philiberte (1667–1726), Mademoiselle de Carignan
- Francoise (1668–1671), starb jung[12]

Die neue Gräfin von Soissons war als Jugendgefährtin des Königs eine seiner Favoritinnen und erhielt sich auch nach ihrer Hochzeit dessen Wertschätzung, welche sich auch auf Eugène-Maurice übertrug. Das Ehepaar begleitete den König sowohl auf ein Treffen mit der herzogliche Familie von Savoyen im Herbst 1658 in Lyon als auch bei seiner Brautfahrt nach Saint-Jean-de-Luz im Sommer 1660. Beide profitierten auch von der Unterstützung durch Kardinal Mazarin, die Eugène-Maurice eine glänzende Karriere beim Militär und seiner Gattin 1660 den Posten der Obersthofmeisterin der neuen Königin Marie-Thérèse verschaffte.
Auch nach dem Tod ihres Gönners Mazarin im März 1661 verlor das Grafenpaar weder die Gunst des Königs noch den damit einhergehenden herausragenden Rang am Hofe. Um diese Stellung zu erhalten, verwickelte Olympia sich und ihren Gatten allerdings in Intrigen am Hofe, was zu einer zunehmenden Verschlechterung des Verhältnisses zu Ludwig XIV. führte. Als sich Eugène-Maurice im Jahr 1661 aufgrund eines Kompetenzkonfliktes zwischen Olympia und der Madame de Navailles dazu veranlasst fühlte, den Herzog von Navailles zu einem Duell zu fordern, sah sich der König dazu gezwungen, den Grafen von Soissons kurzzeitig vom Hofe zu verbannen.

Olympia Mancini, Gräfin von Soissons, Porträt von Pierre Mignard, um 1700

Zu einer deutlich längeren Verbannung (April 1665 bis Herbst 1666) kam es, nachdem sich Olympia in eine Affäre um Louise de La Vallière, die damalige Mätresse des Königs, verwickelt hatte. Eugène-Maurice folgte daraufhin „wenn nicht einem offiziellen Befehl, so doch einem deutlichen Wink, indem er sich mit seiner Frau in die Champagne zur Wahrnehmung seines Postens als Gouverneur der Provinz zurückzog. Der große Condé äußerte damals, dass es nur wenige Menschen gäbe, die ihren Sturz bedauerten, da sie sich in der Zeit ihres Glückes keine Freunde gewonnen hätten.“
Über die Ehe des Grafenpaares existieren keine verlässlichen Quellen. Der Historiker Max Braubach trifft bezüglich der Qualitäten von Eugène-Maurice als Ehemann allerdings folgende Aussage:

„Der Graf scheint indessen seiner Frau ein guter Gatte gewesen zu sein, der jedenfalls in allen Intrigen und Streitigkeiten, die um sie entstanden, sich stets mit ihr solidarisch erklärte und für sie eintrat.“

Noch im Jahr 1667 berichtete Saint-Maurice über die, wie er fand, „befremdliche Art der Liebe und der Ehrerbietungen“, welche der Graf gegenüber seiner Gattin an den Tag legte. Laut einer Aussage von Saint-Maurice und Gerüchten der damaligen Zeit soll Eugène-Maurice später aber über die Herrsch- und Verschwendungssucht von Olympia und deren leichtfertiges Verhalten geklagt haben. Die letzten Ehejahre verliefen aufgrund dessen wahrscheinlich nicht sehr harmonisch.

### Plötzlicher Tod 1673
Während sich Eugène-Maurice im Frühjahr 1673 auf der Rückreise zum Lager der Armee Turennes in Westfalen befand, befiel ihn im Mai, einen Monat nach der Ankunft in Soest, ein heftiges Fieber. Am 5. Juni gab er Order, zur Sparwasserkur nach Wesel gebracht zu werden, doch auf dem Weg dorthin starb er am 6. Juni in Unna. Im königlichen Hauptquartier bedauerte man den Tod des Grafen von Soissons, den man für einen beachtenswerten und ausgezeichneten Soldaten hielt. Während des feierlichen Trauerzuges erwies man ihm alle für einen Prinzen von Geblüt vorgesehenen Ehren, woraufhin er schließlich am 23. Juli 1673 im Mausoleum des Hauses Soissons in der Chartreuse von Gaillon beigesetzt wurde, während sein Herz auf Wunsch seiner Mutter im Pariser Karmelitenkonvent untergebracht wurde.
Da sein Tod sehr plötzlich kam, was zur damaligen Zeit stets den Verdacht einer Vergiftung aufkommen ließ, und der Graf kurz vor seinem Tod selbst dahingehende Vermutungen geäußert hatte, ordnete der König die Öffnung des Leichnams an. Bei der anschließenden Untersuchung konnten allerdings keine verdächtigen Spuren entdeckt werden (Todesursache war laut Braubach die Zerstörung der Innenorgane und ein Abszess am Eingang der Blase, nach Piltz aber das Versagen beider Nieren) und man glaubte allgemeinhin nicht an ein Verbrechen, denn:
« Chacun sait à la Cour qu’il a cru d’avoir eu du poison, mais on ne peut pas juger de la personne qui le lui avait donné, car personne ne peut gagner en sa perte. » (Saint-Maurice, deutsch: „Jeder sagt am Hof, dass er geglaubt hatte, vergiftet worden zu sein, aber man kann niemanden finden, der ihm das angetan hat, da niemand an seinem Untergang verdient.“)
Jahre später geriet Olympia trotzdem während der Giftmordaffäre von 1679 um Catherine Monvoisin, bei der auch ihr Name fiel, unter den Verdacht, ihren Ehemann Eugène-Maurice getötet zu haben, woraufhin sie 1680 ins Exil fliehen musste.
Nach seinem plötzlichen Tod und der Verbannung der Mutter blieben die Kinder des Grafen von Soissons in der Obhut der Großmutter, Marie de Bourbon-Condé, in Paris zurück. Da die Familie allerdings beim König in Ungnade gefallen war, hatten sie einen schweren Stand in Frankreich: Der älteste Sohn Louis-Thomas erbte den Titel des Grafen von Soissons, nicht aber wie üblich die Ämter des Vaters; die Schwestern blieben unverheiratet und wurden bei Beförderungen am Hofe übergangen. Die Söhne Louis-Jules, Emanuel-Philibert und Eugen Franz verfolgten ihre militärischen Karrieren außerhalb Frankreichs. Der jüngste der Brüder, der später so genannte Prinz Eugen von Savoyen, wurde einer der berühmtesten Feldherrn im Dienste des Hauses Habsburg und damit der berühmteste Spross der Familie.